# Safinamide
La safinamide est un médicament utilisé en appoint dans le traitement de la maladie de Parkinson.

## Mode d’action
Le safinamide est un inhibiteur de la monoamine oxydase B et augmente donc les niveaux de dopamine.

## Usage médical
Le safinamide est un médicament utilisé comme traitement d'appoint de la maladie de Parkinson avec épisodes off. Il est notamment utilisé en association avec la lévodopa-carbidopa. Il est pris par voie orale.

## Effets secondaires
Les effets secondaires de ce médicament comprennent des troubles du sommeil, des difficultés à contrôler les mouvements, une somnolence, des étourdissements, des maux de tête, des cataractes ou une pression artérielle basse en position debout. D’autres effets secondaires peuvent inclure une hypertension artérielle, un syndrome sérotoninergique, un accès de sommeil soudain, une envie de jouer ou des hallucinations.

## Histoire
Le  médecine a été approuvé pour un usage médical en Europe en 2015, aux États-Unis en 2017, et au Canada en 2019. Au Royaume-Uni, un mois de médicaments coûte au NHS environ 70 livres sterling en 2021. Aux États-Unis, ce montant coûte environ 1 000 dollars américains.